# Juin 2001

## Vendredi1erjuin2001
- États-Unis : un juge de Corpus Christi (Texas) a ordonné aux délinquants sexuels en liberté provisoire de sa ville d’apposer un panneau sur la porte de l’endroit où ils vivent et un autocollant sur leur voiture pour prévenir les gens de leur nature.
- Israël-Palestine : attentat-suicide devant une discothèque de Tel-Aviv. L'attaque est revendiquée par le Hamas. Bilan : 21 morts, 120 blessés, essentiellement des juifs d’origine russe. Cet attentat est le plus meurtrier depuis 1996.
- Au Népal : le roi Birendra, la reine Aishwarya et six membres de la famille royale sont tués par le prince héritier Dipendra qui retourne ensuite l’arme contre lui-même. Dans le coma, il est proclamé officiellement roi du Népal.

## Samedi2 juin 2001
- Israël-Palestine : le Président Riad Noui, en réponse au cessez-le-feu décrété le 22 mai dernier par Israël, annonce à son tour un cessez-le-feu.
- Philippines : Dans la ville de Lamitan (île de Basilan) au sud de l’archipel), de nouveaux otages sont capturés par des islamistes du groupe Abu Sayyaf.
  - Une tentative d’assaut des forces armées philippines aboutit à un échec.
- Serbie : le ministère de l’intérieur fait procéder à l’exhumation de quelque 80 corps d’Albanais trouvés en avril 1999 dans un camion frigorifique repêché dans le Danube, puis inhumés à Batajnica près de Belgrade.
  - Les pressions occidentales s’accentuent sur le président Vojislav Koštunica afin qu’il livre l’ex-président Slobodan Milošević au Tribunal pénal international pour l'ex-Yougoslavie.

## Dimanche3 juin 2001
- Décès de l’acteur américain Anthony Quinn à l’âge de 86 ans.
- Pérou : l’économiste Alejandro Toledo est élu Président de la République, au second tour, avec 52 % des voix contre le candidat social-démocrate Alan Garcia.

## Lundi4 juin 2001
- Au Népal, le nouveau roi Dipendra, dans le coma après avoir tué son père, sa mère et six membres de sa famille, meurt de ses blessures.
  - Son oncle, le prince Gyanendra est à son tour proclamé roi du Népal.

## Mardi5 juin 2001
- France : le Premier ministre Lionel Jospin reconnaît, contraint et forcé, devant l’Assemblée nationale avoir « noué des relations » dans les années 1960 et 1970 avec le courant trotskiste.
  - Lionel Jospin avait toujours nié cette information et ce n’est que devant l’accumulation de preuves et de témoignages obtenus par la presse nationale que le Premier ministre en exercice a consenti à assumer « sans regret ni excuses » ses relations avec l’OCI de Pierre Boussel-Lambert. Cette affaire renforce les doutes sur sa vraie personnalité.
- Proche-Orient : le gouvernement américain annonce l’envoi, dans la région, du directeur de la CIA, George Tenet à partir du 8 juin.

## Jeudi7 juin 2001
- France :
  - Inauguration par le Président Jacques Chirac du TGV Méditerranée qui doit relier Paris-Lyon à Marseille-Saint-Charles en trois heures.
  - Élection à l’Académie française de l’historien Pierre Nora au fauteuil de Michel Droit, il est élu dès le premier tour avec 18 voix contre Gonzague Saint-Bris (3 voix), Christian Dedet (3 voix) et Henri Amoroso (1 voix).
- Royaume-Uni : les élections législatives sont remportées par le New Labour du premier ministre Tony Blair par 413 sièges (-7) (44 % des voix) contre 166 aux conservateurs et 52 aux libéraux-démocrates (taux record d’abstention depuis 1918 avec 41 %).

## Vendredi8 juin 2001
- France : dans l’Affaire Maurice Papon, une requête des avocats de Maurice Papon, demandant à faire condamner la France pour « traitement inhumain et dégradant » de leur client, est rejetée par la Cour européenne des droits de l'homme (CEDH), celle-ci estimant que ni son âge (90 ans), ni son état de santé (troubles cardiaques), ne justifient sa remise en liberté.
- Royaume-Uni : remaniement ministériel, à la suite des élections législatives remportées par la New Labour. L’eurosceptique Jack Straw quitte le ministère de l’Intérieur pour le Foreign Office où il remplace l’europhile Robin Cook.
- Irlande : le référendum visant à entériner le traité de Nice sur l’élargissement de l’Union européenne est rejeté avec 54 % de « non » et 68 % d’abstention.
- Iran : le Président réformateur sortant Mohammad Khatami remporte l’élection présidentielle avec 77 % de voix et 33 % d’abstention.
- Rwanda : quatre Rwandais (dont deux religieuses) ont été condamnés à des peines de douze à vingt ans de réclusion criminelle, par la cour d'assises de Bruxelles pour leur participation aux massacres contre les Tutsis en 1994.

## Samedi9 juin 2001
- France : plus de vingt mille personnes à Paris contre les licenciements pour raison boursière.
- Italie : Silvio Berlusconi est nommé Président du Conseil par le Président de la République Carlo Azeglio Ciampi.
- Sport : la finale dames de Roland-Garros est remportée par l’Américaine Jennifer Capriati sur la Belge Kim Clijsters.

## Dimanche10 juin 2001
- Italie : le nouveau Président du Conseil, Silvio Berlusconi, forme son gouvernement avec Forza Italia (10 portefeuilles), l’Alliance nationale (5 portefeuilles). Gianfranco Fini devient vice-président du Conseil.
- Sport :
  - la finale hommes de Roland-Garros est remportée par le brésilien Gustavo Kuerten sur l’espagnol Àlex Corretja
  - Finale de la Coupe des confédérations 2001 au Japon entre le Japon et la France. Victoire 1-0 de la France, but de Patrick Vieira qui permet aux bleus de remporter leur première coupe des confédérations avant celle de 2003.
  - Grand Prix du Canada.

## Lundi11 juin 2001
- France :
  - Reprise du procès du financement occulte du Parti communiste français.
  - Du 11 au 23 juin, procès de l’ancien instituteur Jacky Kaisersmertz, poursuivi pour viols et agressions sexuelles sur ses élèves.
    - En fuite, il est arrêté le 12 à Bellac (Haute-Vienne).
    - il est condamné, le 23, à dix-huit ans de réclusion criminelle.
- États-Unis : exécution de Timothy McVeigh, auteur de l’attentat d’Oklahoma City et qui a causé la mort de 168 personnes en 1995.
- Philippines : dans une plantation d’hévéas de l’île de Basilan au sud de l’archipel, une quinzaine de nouveaux otages sont capturés par des islamistes du groupe Abu Sayyaf.

## Mardi12 juin 2001
- Du 12 au 16 juin, tournée de visites officielles du Président George W. Bush en Europe :
  - le 12, en Espagne.
  - le 13, à Bruxelles, à la réunion de l’OTAN où il plaide pour le bouclier antimissiles MDS.
  - le 14, à Göteborg en Suède, où il préside le sommet Europe-Amérique.
  - le 15, à Varsovie en Pologne.
  - le 16, à Ljubljana en Slovénie, rencontre avec le président russe Vladimir Poutine.
- Philippines : le groupe Abu Sayyaf annonce la décapitation de l’un des otages américains capturés le 27 mai dernier.

## Mercredi13 juin 2001
- France : vote de la loi de modernisation sociale, par 304 voix contre 253.
- Proche-Orient : le directeur de la CIA, George Tenet réussit à obtenir un accord pour un plan de stabilisation du cessez-le-feu décrété le 22 mai dernier par les Israéliens et le 2 juin par les Palestiniens.

## Jeudi14 juin 2001
- France : du 14 au 15 juin, Mgr Pierre Pican, évêque de Bayeux et Lisieux, est poursuivi devant le tribunal correctionnel de Caen pour « non-dénonciation » des actes commis par l’abbé Bissey, condamné le 6 octobre 2000 à dix-huit de réclusion criminelle pour « atteintes sexuelles et mauvais traitements sur mineurs » (pédophilie).
  - Il invoque le secret de la confession, mais le parquet requiert contre lui quatre à six mois de prison avec sursis.
  - le 4 septembre, il est condamné à 3 mois de prison avec sursis et à un franc symbolique de dommages et intérêts pour chacune des parties civiles. C’est la première fois depuis la Révolution française qu’un évêque est condamné par la justice.
- Algérie : une gigantesque manifestation rassemblant près de 600 000 personnes s’est déroulée à Alger contre le pouvoir.
  - De violents affrontements ont lieu contre les forces de l’ordre, avec plusieurs centaines de blessés, et deux journalistes tués.

## Vendredi15 juin 2001
- Union européenne : du 15 au 16 juin, à Göteborg en Suède, sommet des Quinze consacré à l’élargissement de l’Union.
  - En marge du sommet, de violents affrontements, entre les forces de l’ordre et les manifestants altermondialistes, aboutissent à une quarantaine de blessés et à un centre-ville dévasté.
  - Le premier ministre irlandais souligne « la rupture entre les institutions et ses citoyens ».
- Algérie : à la suite des violences des forces de l’ordre lors de la manifestation du 14 juin, des émeutes s’intensifient dans les Aurès et en Kabylie.

## Samedi16 juin 2001
- France : du 16 au 24 juin, 44e Salon aéronautique du Bourget.
- Allemagne : le SPD retire son soutien au maire CDU de Berlin, Eberhard Diepgen, qui se voit contraint à la démission.
- Départ de la soixante-neuvième édition des 24 Heures du Mans.

## Dimanche17 juin 2001
- Corse : assassinat par balles de Nicolas Giudici, un journaliste de Nice-Corse Matin, dont le corps est retrouvé près de Corte.
- Bulgarie : le « Mouvement national Siméon II », fondé en avril dernier par l’ancien roi Siméon II de Bulgarie, remporte les élections législatives (70 % de participation).
- 24 Heures du Mans : les 24H sont enlevées par l'écurie Audi avec les pilotes Frank Biela, Tom Kristensen et Emanuele Pirro.

## Lundi18 juin 2001
- France :
  - Dans le cadre de l'affaire Elf, l’ancien ministre Roland Dumas déclare dans un entretien au journal Le Figaro : « J’ai toujours entendu dire dans les milieux gouvernementaux, même à l’époque où j’étais dans l’opposition, qu’Elf était une vache à lait de la République », et met directement en cause Élisabeth Guigou qui dément ses propos.
  - Dans le cadre de l'affaire Elf, l’ancien PDG, Loïk Le Floch-Prigent évoque « le système », incluant des emplois fictifs et des commissions occultes.
  - Décès de René Dumont à l’âge de 97 ans, agronome, il fut le premier candidat écologiste à une élection présidentielle en 1974.

- - Spécialisé en droit pénal international et militant depuis plusieurs années pour l’adoption du principe de la juridiction universelle, l’avocat Chibli Mallat a établi un dossier de 600 pages, étayé de témoignages qui ont nécessité six mois de travail.
  - Chibli Mallat s’appuie en partie sur la jurisprudence du procès Eichmann pour fonder une partie de ses arguments : « À l’époque, Israël a défendu l’idée qu’il existe certains crimes contre lesquels on ne peut opposer aucune règle de prescription, de nationalité ou de juridiction territoriale (...) Les faits sont connus. L’assemblée générale de l’ONU du 16 décembre 1982 a qualifié le massacre d'«acte de génocide», mais Sharon, ses acolytes et les exécutants n’ont jusque-là jamais été poursuivis en justice ou punis ».

## Mercredi20 juin 2001
- France :
  - du 20 au 29 juin, devant la cour d'assises de la Marne, procès en révision de Patrick Dils, condamné en 1989 à la réclusion criminelle à perpétuité pour le meurtre de deux enfants en septembre 1986. Déclaré à nouveau coupable, il est condamné à 25 ans de prison.
  - Le parti écologiste Les Verts, élit Alain Lipietz comme candidat à l’élection présidentielle.

## Jeudi21 juin 2001
- France : élection à l’Académie française du chroniqueur judiciaire et romancier Angelo Rinaldi au fauteuil de José Cabanis, il est élu dès le premier tour avec 15 voix contre Frédérique Hébrard (6 voix), et Charles Dédéyan (2 voix).
- États-Unis :
  - Un jury fédéral inculpe treize Saoudiens et un Libanais, accusés d’être les auteurs de l’attentat qui avait causé la mort de 19 militaires américains à Khobar en Arabie saoudite en 1996.
  - La société International Data Corporation annonce l’effondrement du marché des serveurs aux États-Unis (-16 %), une excellente santé en Europe (+16 %) et sur le secteur Asie-Pacifique (+12 %).
    - Part de marché des serveurs 1er trimestre 2001 : IBM 25 % - Hewlett-Packard 16 % - Sun Microsystems 15,4 % - Compaq 14,7 % - Dell 7 %.

  - Décès du guitaristes de blues John Lee Hooker, au type de musique, le boogie-blues, ultra simple et lancinant.
- Science : 
  - Éclipse solaire totale, visible depuis l’Angola, le Zimbabwe, le Mozambique ou Madagascar.
  - En Suisse, le PRD organise la première journée numérique d’un parti politique au cours de laquelle fut votée une résolution sur «la société des chances».

## Vendredi22 juin 2001
- France : Dans le cadre de l’affaire des abus sociaux de la ville de Paris, les juges Armand Riberolles, Marc Brisset-Foucault et Renaud Van Ruymbeke, chargés de l’enquête sur les lycées d’Île-de-France, adressent une ordonnance au parquet, pour demander l’audition du Président de la République Jacques Chirac, en qualité de « témoin assisté », sur le paiement en espèces de billets d’avions utilisés entre 1992 et 1995 pour un montant de 2,429 millions de francs français.
- Proche-Orient : le gouvernement américain, invoquant des risques d’attentats, place des forces armées en état d’alerte maximale dans le golfe persique et en Jordanie.
- Royaume-Uni : Une race d’araignées géantes venimeuses qu’on croyait disparues depuis des siècles a été découverte sous le château de Windsor, résidence secondaire de la reine d’Angleterre. Ces araignées rouges et noires peuvent aller jusqu’à 9 cm de long, ont de longues pattes poilues, des crocs assez puissants et grands pour mordre les humains, sont relativement agressives. Elles pourraient être déclarées espèces protégées.
- Sortie de la Game Boy Advance en Europe.

## Samedi 5mai
- France :
  - Le Premier ministre Lionel Jospin, dans son discours de clôture du 44e Salon aéronautique du Bourget, annonce la privatisation de la Snecma.
  - Le conseil national du parti écologiste Les Verts élit Dominique Voynet comme Secrétaire national des Verts à l’issue d’une réunion tendue.
  - Défilé de la Lesbian & Gay Pride à Paris, à laquelle participe environ 500 000 personnes, en présence du maire de Paris, Bertrand Delanoë, de ses principaux adjoints et des représentants de l’Association de agents gays de la ville de Paris.
  - Décès à Paris de Roger Thérond, ancien directeur du journal Le Monde, à l'âge de 76 ans.
- Ukraine : du 23 au 27 juin, voyage pastoral du pape Jean-Paul II.
  - La visite du pape est boycottée par les orthodoxes du patriarcat de Moscou.
  - Le Saint-Père demande pardon pour les « erreurs » commises « dans un passé récent et ancien ».
  - le 26, le pape est accueilli chaleureusement par les catholiques uniates à Lviv.
  - le 27, il béatifie vingt-huit religieux martyrs du communisme.
- Serbie : le gouvernement fédéral adopte un décret autorisant l’extradition de l’ancien président Slobodan Milošević afin qu’il puisse être jugé par le TPIY.

## Dimanche24 juin 2001
- France : décès à Paris, du producteur et réalisateur d’émissions télévisées, Igor Barrère à l’âge de 69 ans.
- Macédoine : cessez-le-feu entre les forces armées macédoniennes et l’UCK albanaise, obtenu par l’entremise de l’OTAN et de l’Union européenne.
- Venezuela : Vladimiro Montesinos, l’ancien homme fort de l’ancien Président du Pérou Fujimori, accusé de corruption, de trafic d’armes et de drogue, est arrêté à Caracas et expulsé vers Lima dès le 25.
- Formule 1 : Grand Prix d'Europe.

## Lundi25 juin 2001
- France :
  - Dans le cadre de l’affaire des abus sociaux de la ville de Paris, et à la suite de la demande des juges de pouvoir obtenir l’audition du Président de la République Jacques Chirac, en qualité de « témoin assisté », le parquet indique vouloir « prendre le temps de la réflexion ».
  - Dans le cadre de l’Affaire de l'Ordre du Temple solaire, le tribunal correctionnel de Grenoble relaxe le chef d’orchestre Michel Tabachnik, unique prévenu.
  - Du 25 au 27 juin, visite d’État du président syrien Bachar el-Assad à Paris. Les organisations pro-sionistes se mobile pour manifester contre cette visite.
- Algérie : à Tizi Ouzou, à l’occasion du troisième anniversaire de l’assassinat du chanteur Kabyle Lounès Matoub, plusieurs dizaines de milliers de manifestants réclament « vérité et justice ».
- Macédoine : à la suite du cessez-le-feu :
  - la guérilla albanaise se replie, avec ses armes, et sous la protection de l’OTAN, de la localité d’Aracinovo près de Skopje.
  - Plusieurs milliers de manifestants macédoniens contre les occidents.
  - L’Union européenne désigne l’ancien ministre français François Léotard pour être son représentant à Skopje ; crise d'Aračinovo.

## Mercredi27 juin 2001
- France : le général Maurice Schmitt, ancien chef d’état-major des armées entre 1987 et 1991, est accusé par trois anciens militants du FLN d’avoir été leur tortionnaire en 1957.
  - Le général répond qu’il s’agit d’une « affabulation totale ».
- Russie : le conseiller et porte-parole du Président Poutine, Sergueï Iastrjembski a dit : « Les vraies raisons de la volonté des États-Unis de développer un système de défense antimissiles ne tiennent pas à la sécurité, mais aux intérêts économiques et financiers américains. Washington veut profiter de son important excédent budgétaire pour consolider sa position d’unique puissance mondiale ».

## Jeudi28 juin 2001
- France : Dans le cadre du procès du financement occulte du Parti communiste français, des peines de principes sont requises contre les prévenus, sauf pour son secrétaire général Robert Hue.
- Serbie : le gouvernement fédéral serbe livre l’ancien président Slobodan Milošević aux responsables du TPIY qui le font transférer à La Haye, où il arrive, peu après minuit, à bord d’un avion de l’OTAN.
- États-Unis : décès à Los Angeles de l’acteur américain Jack Lemmon à l’âge de 76 ans.
- Israël-Palestine : Le secrétaire d’État américain Colin Powell commence une série d’entretiens, sur place, avec Yasser Arafat et Ariel Sharon.
  - Finalement, un calendrier est trouvé pour l’application des conclusions du rapport de la commission Mitchell.

## Vendredi29 juin 2001
- France : la Cour de cassation, dans un arrêté de principe rendu à propos d’un automobiliste ayant provoqué la mort d’un fœtus dans un accident d’automobile, estime que l’homicide involontaire ne peut être « étendu à l’enfant à naître ».
- Serbie : à la suite de la livraison, par le gouvernement fédéral serbe, de l’ancien président Slobodan Milošević aux responsables du TPIY :
  - de grandes manifestations de protestation ont lieu à Belgrade.
  - le Premier ministre fédéral, Zoran Žižic démissionne.
  - la communauté internationale débloque une aide de 1,5 milliard d’euros.

## Samedi30 juin 2001
- France : l’émission de Bouillon de culture disparaît avec la retraite de son animateur Bernard Pivot.
- Espace : Lancement depuis Cap Canaveral en Floride du satellite MAP, dont la mission est de mesurer la « lumière fossile » laissée par le Big Bang originel.
- Ulster : David Trimble, chef protestant modéré du gouvernement semi-autonome, annonce sa démission, du fait que l’IRA provisoire n’a pas remis les armes en sa possession.

## Naissances
- 1er juin : Ed Oxenbould, acteur australien.
- 5 juin : Anzor Mekvabishvili, footballeur géorgien.
- 12 juin : Cassius Mailula, footballeur sud-africain.
- 13 juin : 
  - Olivia Broome, haltérophile britannique.
  - Valentín Rodríguez, footballeur uruguayen.
- 15 juin : 
  - Mamady Bangré, footballeur burkinabé.
  - Magnus Knudsen, footballeur norvégien.
  - Tupou Neiufi, nageuse handisport néo-zélandaise.
- 16 juin : Nelson Palacio, footballeur colombien.
- 17 juin : Bledian Krasniqi, footballeur suisse.
- 20 juin : 
  - Nicolas Jackson, footballeur sénégalais.
  - Johan Karlsson, footballeur suédois.
  - Gustavo Mantuan, footballeur brésilien.
- 21 juin : 
  - Alexandra Obolentseva, joueuse d'échecs russe.
  - Rubens, footballeur brésilien.
- 22 juin : Yousra Rouibet, escrimeuse algérienne.
- 23 juin : Jackson Tchatchoua, footballeur belge.
- 25 juin : Christopher-Robin Krause, cavalier français.
- 27 juin : 
  - Curtis Harris, acteur américain.
  - Bastián Yáñez, footballeur chilien.

## Décès
- 1er juin : Hank Ketcham, humoriste, peintre et dessinateur américain (° 14 mars 1920).
- 3 juin :
  - Flora Groult, écrivaine française (° 23 mai 1924).
  - Anthony Quinn, acteur américain (° 21 avril 1915).
- 7 juin : Carole Fredericks, chanteuse franco-américaine (° 5 juin 1952).
- 8 juin : Lucien Lauk, coureur cycliste français (° 27 juin 1911).
- 11 juin : Pierre Eyt, cardinal français, archevêque de Bordeaux (° 4 juin 1934).
- 15 juin : Henri Alekan, directeur de la photographie français.
- 17 juin :
  - Miloud El Mehadji, religieux algérien (° 16 novembre 1909).
  - Thomas Joseph Winning, cardinal britannique, archevêque de Glasgow (° 3 juin 1925).
- 18 juin : René Dumont, ingénieur agronome, sociologue français et fondateur de l'écologie politique.
- 21 juin :
  - John Lee Hooker, guitariste et chanteur de blues américain.
  - Carroll O’Connor, acteur, scénariste, producteur, compositeur et réalisateur américain.
- 24 juin : Igor Barrère, producteur et réalisateur de télévision français.
- 26 juin : Lalla Romano, 94 ans, écrivain, journaliste et peintre italienne (° 11 novembre 1906).
- 27 juin : Maurice Estève, peintre français.
- 28 juin :
  - Jack Lemmon, acteur américain.
  - Joan Sims, 71 ans, actrice anglaise.
- 29 juin : Silvio Oddi, cardinal italien de la curie romaine (° 14 novembre 1910).
- 30 juin : Chet Atkins, guitariste et producteur américain.